# 中松站

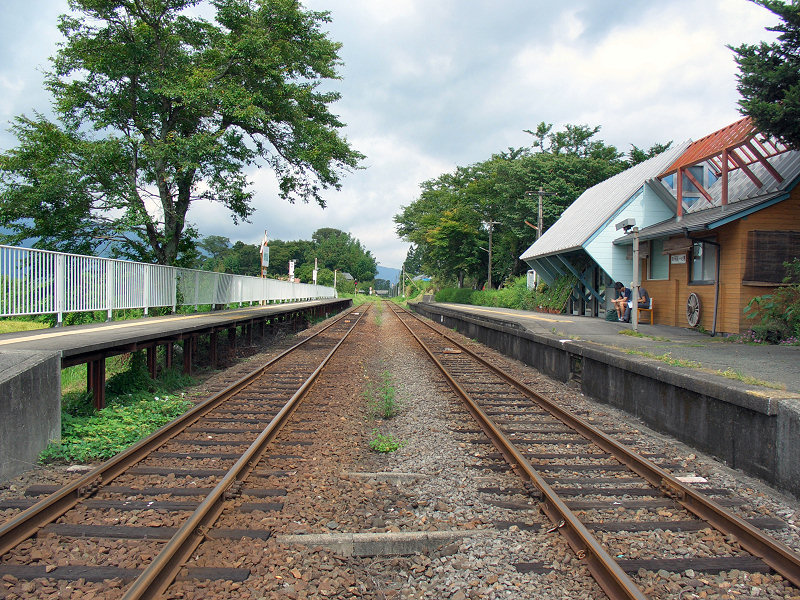
站內

中松站（日语：／ Nakamatsu eki */?）是位於熊本縣阿蘇郡南阿蘇村大字一關，南阿蘇鐵道的高森線車站。在2016年（平成28年）發生熊本地震後，此站往立野方向暫停服務。

## 歷史
- 1928年（昭和3年）2月12日 - 車站啟用。
- 1971年（昭和46年）2月20日 - 成為無人車站[1]。
- 1986年（昭和61年）4月1日 - 高森線由南阿蘇鐵道接管，成為南阿蘇鐵道高森線車站。
- 1987年（昭和62年）4月1日 - 新車站大樓開始使用。
- 1989年（平成元年）8月1日 - 設置列車交會設備。
- 2015年（平成27年）10月29日 - 站內發生列車出軌事故[2]（同日同年11月7日中午前全線暫停服務）。
- 2016年（平成28年）4月14日 - 受到熊本地震影響，路軌、橋粱和隧道受損，使列車暫停服務。
- 2016年（平成28年）7月31日 - 此站至高森站之間重開[3]。

## 車站構造
車站是一座地面車站，設有2面2線的相對式月台。此站為線內唯一設有列車交會設備的車站。月台之間設有站內平交道連接。此站是無人車站，車站大樓設計比較特別。車站大樓內於星期六、假日會開設蕎麥麵店。

### 月台
| 月台 | 路線                             | 上下行                           | 方向                             |
| ---- | -------------------------------- | -------------------------------- | -------------------------------- |
| 1    | ■高森線                          | 下行                             | 高森方向                         |
| 2    | （由於發生地震使用月台暫停使用） | （由於發生地震使用月台暫停使用） | （由於發生地震使用月台暫停使用） |

※本來2號月台是上行月台，即是立野方向月台（於立野轉乘前往宮地、熊本方向）。

## 利用状況
| 年度   | 1日平均 乘車人次 | 1日平均 上下車人次 |
| ------ | ---------------- | ------------------ |
| 2011年 |                  | 45                 |
| 2012年 |                  | 36                 |
| 2013年 | 19               | 37                 |
| 2014年 |                  | 32                 |
| 2015年 |                  | 29                 |
| 2016年 | 62               |                    |
| 2017年 | 60               | 124                |
| 2018年 | 41               |                    |

## 車站周邊
- 國道325號（日语：国道325号） - 共有繞道和舊道（現時：村道）2條路行走。站前設有舊道通過。
- 中松郵局
- 圓師庵之泉水池 - 約100米。
- 池之川水源 - 約300米。
- 南阿蘇村中松小學 - 約400米。
- 一心行之大櫻（日语：一心行の大桜） - 約1.5公里。
- 熊本縣野外劇場（日语：熊本県野外劇場）

## 巴士路線
最近的巴士站是「中松站前」。位於國道325號舊道（村道）上。
- 產交巴士（日语：九州産交バス）
  - 快速高森號（日语：たかもり号）
    - 前往高森中央
    - 經阿蘇熊本機場、熊本站 前往西部車廠

  - 快速南鄉Liner
    - 前往高森中央
    - 前往大津站（南出口）
- Yurutto巴士（日语：ゆるっとバス）（南阿蘇村社區巴士）
  - 白水路線
    - 前往高森站
    - 前往大津站（南出口）

## 相鄰車站
南阿蘇鐵道
高森線
南阿蘇水之誕生里白水高原－中松－阿蘇白川

## 注腳
1. ↑  日本國有鐵道公示S46.2.18公53
2. ↑  南阿蘇鉄道　脱線原因の調査開始　中松駅で運輸安全委[]（日語） YOMIURI ONLINE、2015年10月31日（2015年11月2日參閲）
3. ↑  . マイナビニュース. 2016-07-21  [2016-07-21]. （原始内容存档于2016-10-29） （日语）.
4. ↑  国土数値情報(駅別乗降客数データ)  （页面存档备份，存于）（日語） - 國土交通省，2018年3月22日參閲
5. ↑   （页面存档备份，存于）（日語） - 九州運輸要覧，2018年3月26日參閲
6. ↑   （页面存档备份，存于）（日語） - 九州運輸要覧，2020年9月2日參閲
7. ↑   （页面存档备份，存于）（日語） - 九州運輸要覧，2020年9月2日參閲
8. ↑   （页面存档备份，存于）（日語） - 九州運輸要覧，2020年9月2日參閲

## 外部連結
- 中松｜南阿蘇鐵道 （页面存档备份，存于）（日語）